# 凸凹太閤記
『凸凹太閤記』（でこぼこたいこうき）は1953年に日本で制作された時代劇映画。大映製作。

## スタッフ
- 監督 : 加戸敏
- 脚本 : 民門敏雄
- 撮影 : 牧田行政(一部サイトでは牧田行正となっている[1][2]。)
- 音楽 : 白木義信
- 録音 : 中村敏夫[1][2]
- 照明 : 湯川太四郎[1][2]
- 美術 : 上里義三[1]

## キャスト
- 木下藤吉郎：森繁久彌
- おねね：伏見和子
- みのの方：入江たか子
- お桑：清川虹子
- 織田信長：黒川弥太郎
- 前田犬千代：坂東好太郎
- 藤井又右衛門：渡辺篤
- 足軽・市助：近衛敏明
- 上島主人：光岡龍三郎
- 戸部六平太：天野一郎
- 上島門弟・熊五郎：佐々木小二郎
- 鏡弥惣太：山口勇
- 足軽・三平：三上哲